# Università della Svizzera italiana

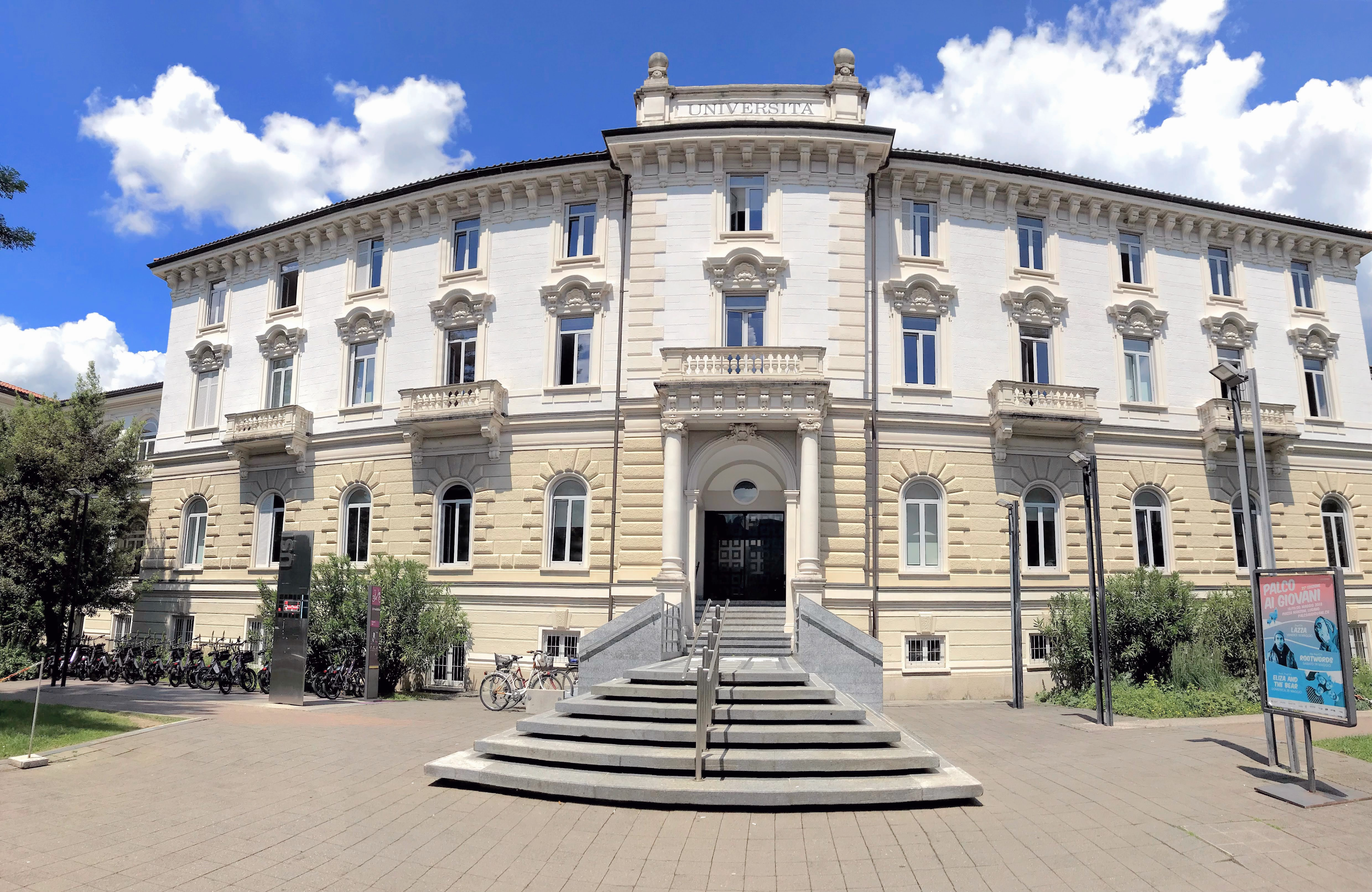
Hauptgebäude auf dem Campus Lugano (2018)

Die Università della Svizzera italiana (USI, deutsch Universität der italienischen Schweiz) wurde 1996 als erste staatliche Universität im Kanton Tessin gegründet und hat ihren Sitz in Lugano bzw. in Mendrisio. Unterrichtssprachen sind Italienisch und Englisch.
An dem Sitz in Lugano sind die Fakultäten für Kommunikationswissenschaften, Wirtschaft, Informatik und Biomedizin ansässig, die Accademia di architettura in Mendrisio. Mit etwa knapp 3000 Studierenden ist sie eine der kleinsten Hochschulen der Schweiz.
Mehr als die Hälfte der Studierenden stammt aus Italien; weitere kommen aus zahlreichen anderen europäischen und nicht-europäischen Ländern. Insbesondere die englischsprachigen Master-Studiengänge zeichnen sich durch hohe Internationalität aus.
Gründungspräsident war der Schweizer Immunologe Marco Baggiolini.

## Geschichte
Die USI wurde 1996 gegründet. Es existiert allerdings ein konserviertes Dokument der Stadt Luzern von 1588, das erste Schritte zu einem universitären Projekt in Lugano der Somasker und dann der Jesuiten bezeugt. Beide Versuche scheiterten.
1844 wurde Stefano Franscinis Projekt einer Tessiner Akademie vom Tessiner Grossen Rat genehmigt, konnte jedoch wegen finanzieller Schwierigkeiten des Kantons und der Rivalitäten zwischen Locarno, Bellinzona und Lugano nicht realisiert werden. Im darauffolgenden Jahrhundert wurde die Idee in verschiedenen Formen wiederaufgenommen, erst als Hochschule der italienischen Kultur, dann als Hochschule der italienischen Schweiz und schlussendlich als Institut für die Kultur der italienischsprachigen Schweiz. Keine wurde durchgesetzt.
1985 genehmigte der Grosse Rat das Universitäre Zentrum der italienischen Schweiz (Centro Universitario della Svizzera italiana, CUSI), was bei der Volksabstimmung von 1986 jedoch abgelehnt wurde. 1992 nahm Mario Botta die Idee von Roland Crottaz (Präsident des Universitätsrates der Technischen Hochschulen) zu einer Architekturakademie wieder auf und schlug der Tessiner Regierung die Realisierung eines solchen Projekts vor, zusammen mit dem Regierungsrat Giuseppe Buffi. Im darauffolgenden Jahr beauftragte die Stadt Lugano, unter der Führung von Giorgio Giudici, Mauro Baranzini, Sergio Cigada und Lanfranco Senn, sich an die detaillierte Planung zweiter Fakultäten in Lugano zu machen. Zwei Jahre später kamen Luigi Dadda und Remigio Ratti hinzu.
Im März 1995 stimmte der Gemeinderat Luganos dem Projekt zweier Fakultäten für Wirtschafts- und Kommunikationswissenschaften zu. Im Oktober wurde vom Tessiner Kantonsparlament das Gesetz zur Verfassung der Università della Svizzera italiana mit den zwei Fakultäten in Lugano und der Architekturakademie in Mendrisio  verabschiedet. 1996 befürwortete der Schweizer Wissenschaftsrat die Gründung der Università della Svizzera italiana, die am 21. Oktober desselben Jahres mit den Vorlesungen begann. Für die ersten Diplomvergaben im Jahr 2000 erhielt sie vollständige Anerkennung des Bundesrats, der dem Tessin dadurch den Status eines Universitätskantons zusprach. Im darauffolgenden Jahr passte sich die USI als erste Schweizer Universität dem Bologna-Prozess an. 2004 kam die Fakultät für Informatik hinzu, 2010 nahm sie das Forschungsinstitut für Biomedizin (IRB) auf und 2014 wurde die Gründung der Fakultät für Biomedizin bestätigt. Im Juni 2020 wurde USI zum ersten Mal in die QS World University Rankings 2021 aufgenommen. USI wurde weltweit auf Rang 273 eingestuft.

## Fakultäten
Die Universität bietet Bachelor-, Master- und Executive-Master-Studiengänge sowie die Möglichkeit des Doktorats in folgenden Fachbereichen:
- Accademia di Architettura (Akademie für Architektur) in Mendrisio (Direktor: Walter Angonese)
- Facoltà di comunicazione, cultura e società (Fakultät für Kommunikation, Kultur und Gesellschaft) in Lugano (Dekan: Andrea Rocci)
- Facoltà di Scienze Economiche (Fakultät für Wirtschaftswissenschaften) in Lugano (Patrick Gagliardini)
- Facoltà di Scienze Informatiche (Fakultät für Informatik) in Lugano (Dekan: Kai Hormann)
- Facoltà di Scienze Biomediche (Fakultät für Biomedizin) in Lugano (Dekan: Mario Bianchetti)

### «Accademia di Architettura»
Die Hauptausrichtung der Ausbildung liegt neben den technischen Aspekten des Architekturberufes auf humanistischer Bildung. Dies wird mit diversen Fachkursen im Bereich Philosophie, Kunstgeschichte, Anthropologie und Soziologie angestrebt. Der Lehrkörper setzt sich aus kantonalen, nationalen und internationalen Professoren und Assistenten zusammen.
Dabei spielt auch die Präsenz von Vertretern der «Tessiner Schule» eine ausschlaggebende Rolle, welche die Modernisierung der Architektur im Kanton Tessin ab den 1960er Jahren massgebend prägten. Wichtige Vertreter dieser Gruppe befinden sich auch im Lehrkörper der Accademia di Architettura, dazu gehören beispielsweise Luigi Snozzi, Aurelio Galfetti und Mario Botta. Ausserdem haben Persönlichkeiten wie Leonardo Benevolo, Massimo Cacciari, Harald Szeemann, Valerio Olgiati und Peter Zumthor die Entwicklung der Schule geprägt und dadurch auch ihre internationale Resonanz verstärkt.
Grob kann zwischen der theoretischen und der praktischen Ausbildung unterschieden werden, wobei beide auch interdisziplinär je nach Kurs bzw. Atelier verknüpft werden. Die praktischen Übungen finden in den Entwurfsateliers statt. Sie konzentrieren sich auf spezifische Themen, die von Semester zu Semester variieren. Die Ateliers sind auf maximal 24 Studierende beschränkt und werden von einem Professor unter Mitarbeit von zwei Architekten geleitet. Sie umfassen rund 50 Prozent der gesamten didaktischen Aktivitäten. Zusätzlich sehen die praktischen Übungen auch so genannte horizontale Ateliers von kürzerer Dauer vor. Diese widmen sich vor allem Disziplinen, die Entwurf und Planung ergänzen, wie Stadtplanung, Ökologie usw.
Das Studium entspricht den europäischen Normen des Bologna-Abkommens und ist in der Europäischen Union anerkannt. Nach drei Jahren und einem obligatorischen Praktikumsjahr wird der Bachelor of Science erlangt. In den folgenden zwei Jahren kann mit dem Master of Arts in Architektur (AAM) abgeschlossen werden. Für die Zulassung des Studiengangs werden sowohl die eidgenössische Maturität als auch vergleichbare ausländische Abschlüsse oder Diplome anerkannt.
Direktoren
- 1996–01: Aurelio Galfetti
- 2007–11: Valentin Bearth
- 2011–12: Mario Botta
- 2012–16: Marc Collomb
- 2016–21: Riccardo Blumer
- seit 2021: Walter Angonese

### Fakultät für Kommunikation, Kultur und Gesellschaft
Der Fakultät für Kommunikationswissenschaften steht Andrea Rocci als Dekan vor. Sie zählt 791Studierende (Stand 2019). Forschungs- und Unterrichtsschwerpunkte sind Medien, Neue Medien und Journalismus, Philosophie, Marketing, Corporate Communication, öffentliche Kommunikation, Gesundheitskommunikation, Informations- und Kommunikationstechnologien, Bildung und Tourismus.
Die Fakultät umfasst den Master-Studiengang Philosophie, dessen Forschungsschwerpunkte sich hauptsächlich auf die Philosophie beziehen: Metaphysik, Wissenschaftsphilosophie, Philosophie des Geistes, antike Philosophie und mittelalterliche Philosophie. Es wird von Kevin Mulligan geleitet, und einige seiner Lehrprofessoren sind Francesco Berto, Tim Crane, Paolo Crivelli, Katalin Farkas, Kit Fine, Kathrin Koslicki, John Marenbon, Anna Marmodoro, Tim Maudlin, Martine Nida-Rümelin, Pasquale Porro, Thomas Sattig, Peter Johannes Schulz, Peter Simons, Barry Smith und Achille Varzi.

### Fakultät für Wirtschaftswissenschaften
Der Fakultät für Wirtschaftswissenschaften steht Patrick Gagliardini als Dekan vor. Sie zählt 1026 Studierende (Stand 2016). Forschungs- und Unterrichtsschwerpunkte sind das Bankenwesen, Finanzwesen, Management, Wirtschaft und internationale Politik, Kommunikation im Finanzwesen, Marketing.

### Fakultät für Informatik
Die Fakultät für Informatik wurde 2004 von Mehdi Jazayeri gegründet. Aktueller Dekan ist Kai Hormann.
Die Fakultät forscht auf Weltspitzen-Niveau in verschiedenen Fachgebieten der Informatik, wie Computerwissenschaften, Computersystemen, Geometrie und Visual Computing, Informationssystemen, Intelligent Systems, Programmiersprachen, Software Engineering, Theory und Algorithmen. Mit ihrem innovativen Studienangebot hat die Fakultät zum Ziel, Experten auszubilden, die interdisziplinär in ihren Ansätzen sind, abstrakt denken, allgemein anwendbare Fähigkeiten haben und fundiertes Wissen in der Anwendung von Informationstechnologien, Projektmanagement und Teamarbeit.

#### «Institute of Computational Science»
Das Institute of Computational Science (ICS) an der Fakultät für Informatik wurde im 2008 gegründet und ist heute eines der grössten Institute für Wissenschaftliches Rechnen in der Schweiz. National wie international hat sich das ICS als Kompetenzzentrum für Lehre und Forschung in den Bereichen Mathematische Modellierung, Numerische Simulation und Hochleistungsrechnen etabliert. Mit Michele Parrinello ist einer der Pioniere auf dem gesamten Gebiet des wissenschaftlichen Rechnens und Mitentwickler der nach ihm benannten Car-Parrinello-Methode mit dem ICS assoziiert. Direktor des ICS ist seit seiner Gründung Rolf Krause.
Zu den Kooperationspartnern des ICS zählen das Cardiocentro Ticino (eine auf Herzerkrankungen spezialisierte Klinik), die ETH Zürich, die Universität Genf, die EPFL in Lausanne und das Forschungszentrum Jülich. Die Kooperation mit dem CSCS, dem nationalen Hochleistungrechenzentrum der Schweiz mit Standort in Lugano-Cornaredo, ermöglicht dem ICS die Nutzung seiner Supercomputer-Anlagen.

### Fakultät für Biomedizin
Die Fakultät für Biomedizin wurde 2014 gegründet. Ziel war und ist, einen Beitrag zu leisten an der Lösung eines wichtigen Problems in der Schweiz: dem Mangel an Ausbildungsplätzen für Mediziner und Physiker. Die neue Fakultät bietet einen Masterabschluss in Medizin mit einem dreijährigen Programm, das 2020 starten wird, in Zusammenarbeit mit der ETH Zürich, der Universität Basel und der Universität Zürich, wo die Bachelorprogramme angeboten werden. Von privater Seite wird die Fakultät unterstützt von der Ente Ospedaliero Cantonale und Privatkliniken des Tessins für den praktischen Unterricht.

## Ausbildung
Die USI unterrichtet nach dem System der Bologna-Reform und sieht Bachelor-Abschlüsse nach drei Jahren und Master-Abschlüsse nach zwei weiteren Jahren vor. Ausserdem werden Doktoratsprogramme und weiterführende Executive Master angeboten. Die Bachelordiplome sind: Bachelor of Science in Architektur, Bachelor of Science in Kommunikation, Bachelor of Science in Informatik, Bachelor of Arts in Wirtschaft und Bachelor of Arts in Lingua, letteratura e civiltà italiana.
Darauf folgen 19 Masterprogramme und diverse Doktoratsprogramme in den verschiedenen Fachrichtungen Architektur, Kommunikation, Informatik, Wirtschaft, Immunologie, Zellbiologie und Biochemie (letzteres am IRB in Bellinzona).

## Forschung
An der USI und an den angegliederten Forschungsinstituten (IRB, IDSIA, IOR) sind insgesamt 817 Angestellte tätig – Dozenten, Forschenden und Assistierenden –, durch nationale und internationale Forschungsprogramme aus diversen wissenschaftlichen Feldern, insbesondere:
- Architektur
- Kommunikation
- Data Science
- Wirtschaft
- Gesundheitswissenschaften
- Informatik
- Medizin und Biomedizin
- Computerwissenschaften
- Geisteswissenschaften

## Bekannte Dozierende
- Alex Alfieri
- Walter Angonese
- Michele Arnaboldi
- Pietro Balestra
- Mauro Baranzini
- Valentin Bearth
- Mario Botta
- Francesco Casetti
- Alvaro Cencini
- François Charbonnet
- Sergio Cigada
- Marc Collomb
- Fabio Crestani
- Marcel Danesi
- Angela Deuber
- Martin Eppler
- Yvonne Farrell
- Pascal Flammer
- Kit Fine
- Walter Fust
- Kersten Geers
- Nathan Ghiringhelli
- Romina Grillo
- François Grin
- Patrick Heiz
- Anne Holtrop
- Diana Ingenhoff
- Paolo Jedlowski
- James Kauffman
- Gilles Kepel
- Shelley McNamara
- John Marenbon
- Aires Mateus
- Tim Maudlin
- Quintus Miller
- Enrico Molteni
- Kevin Mulligan
- Georg Nickisch
- Martine Nida-Rümelin
- Nate Nystrom
- Valerio Olgiati
- Carlo Ossola
- Muck Petzet
- Matteo Poli
- Pasquale Porro
- Paolo Paolini
- Michele Parrinello
- Remigio Ratti
- Francesca Rigotti
- Eddo Rigotti
- Fabrizio Sabelli
- Thomas Sattig
- Olaf Schenk
- Maurus Schifferli
- Jürgen Schmidhuber
- Natasha Sharygina
- Barry Smith
- Peter Simons
- Paolo Tonella
- Francesca Torzo
- Boris Uspenskij
- Javier Miguel Verme
- Maurizio Viroli
- Selina Walder
- Jonathan Woolf
- Philipp Wündrich
- Raphael Zuber

## Institute
Der Universität sind zusätzlich folgende Forschungsinstitute angeschlossen:
- Institut zur Erforschung der künstlichen Intelligenz (IDSIA)
- Institut zur Forschung in Biomedizin (IRB)
- Institut für Sonnenforschung Locarno (Istituto Ricerche Solari Locarno – IRSOL)
- Institut zur Onkologieforschung (IOR)